# Володень
Володень (рум. Volodeni) — село в Єдинецькому районі Молдови. Утворює окрему комуну. Входить до складу комуни, адміністративним центром якої є село Блештень.

## Історія
За даними етнографічної експедиції 1869—1870 років під керівництвом Павла Чубинського, у селі здебільшого проживали українці, населення розмовляло українською мовою.